# 이대수 (조선)
이대수(李大秀, 1542년 10월 16일 ~ 1613년 2월 18일)은 조선 중기의 문신이다. 본관은 한산(韓山)이다. 이윤번(李允蕃)의 증손이자 이현영(李顯英)의 아버지이다.

## 생애
1580년(선조 13) 39세에 음서로 선발되어 전연사별좌(典涓司別坐)로 보임되었으며, 이후 장원서별좌(掌苑署別坐), 사옹원직장(司甕院直長), 예빈시직장(禮賓寺直長), 감찰(監察), 사평(司評)을 거쳤다.
1592년(선조 25) 임진왜란이 일어났는데, 성천(成川)에서 세자를 따라 행재소(行在所)에 가서 익위(翊衛)로 임명되었다.
1596년(선조 29) 안성군수(安城郡守)로 재직 중 비변사의 청으로 체직되었는데, 군무를 감당하지 못한다는 이유였다.
이후 곡산군수(谷山郡守)로 나가 임기를 채웠으며, 다시 고부군수(古阜郡守)로 4년 동안 있다가 면직되어 집으로 돌아왔다.
1611년(광해군 3) 삭녕군수(朔寧郡守)로 나갔으며, 1613년(광해군 5) 재직 중 졸했다.
사후 아들 이현영(李顯英)이 귀해지자 좌찬성(左贊成)으로 추증되었다.

## 가족 관계
- 증조 - 이윤번(李允蕃) : 대사간(大司諫)
  - 조부 - 이귀지(李貴枝)[1] : 풍저창직장(豊儲倉直長), 증(贈) 좌승지(左承旨)
    - 아버지 - 이희백(李希伯, 1513년 ~ ?)[1] : 사재감정(司宰監正), 증 이조참판(吏曹參判)
    - 어머니 - 사간(司諫), 증 영의정(領議政), 문강공(文康公) 박소(朴紹, 1493년 ~ 1534년)의 장녀[4]
      - 형 - 이대추(李大秋)[4] : 현감(縣監)
      - 형 - 이대화(李大禾)[4] : 군수(郡守)
      - 동생 - 이대형(李大馨)[4]
      - 동생 - 이대년(李大年)[4]
      - 부인 - 홍질(洪礩)의 딸[1]
        - 아들 - 이현영(李顯英, 1573년 ~ 1642년) : 이조판서(吏曹判書), 충정공(忠貞公)
        - 첫째 사위 - 임황(任鍠)[1]
        - 둘째 사위 - 이약(李爚)[1]
        - 셋째 사위 - 성익(成杙)[1]
        - 넷째 사위 - 김영찬(金永纘)[1]